# Plogspår
Så kallade Plogspår har man funnit under bronsålderns gravhögar, och felaktigt kallat det för plogspår. 
Det så kallade plogspåret är egentligen spår av årderbearbetning, vilket innebär att man endast ristar spår i marken. Plöjning innebär att man skär loss och vänder en del av jorden, dessutom introducerades inte plogen i Skandinavien förrän under yngre järnåldern. Verkliga plogsår hittasofta på fossil åkermark från senare tid. Många av dessa spår har tolkats som en del av ritualen i samband med gravläggningen. 
Denna typ av årderspår är vanliga och har påträffats på många platser. Ett exempel är Harahöj på Halladsåsens nordsluttning i Östra Karups socken som Carl Cullberg undersökte 1963 /1965.Under centralröset i graven hittades årderspår som tolkades som rituella. Vid en annan hög i Skedala öster om Halmstad som undersöktes 1986 hittades årderspår som gick i korslagda fåror under högen.
Ett exempel på hur årderspåren tolkas som rituella ger skriften Sockengränsen & Kråkeslätt Gravar och boplatslämningar från yngre bronsålder: Under den södra delen av högen påträffades bevarade årderspår (A3) (se fig. 4). Årderspåren återfanns endast innanför kantkedjan och kan därför ha tillkommit vid ritualer i samband med högens anläggande. Man använder sig av att årderspåren är begränsade till en gravhög för att tolka dem som de tillkommit vid gravanläggningen.